# Bertran Folcon d'Avinyó
Bertran Folcon d'Avinyó, o Bertran Folcon d'Avinhon (c. 1202 - 1233) va ser un noble provençal i trobador d'Avinyó. Ell era un fidel partidari de Ramon VI i de Ramon VII de Tolosa i va participar en les guerres contra la croada albigesa. Ell estava dins de la ciutat durant el setge de Bellcaire en 1216. Ramon VII el va nomenar cònsol d'Avinyó el 1226.
De les obres poètiques de Bertran es conserven només dues cobles escrites en resposta a Gui de Cavalhon. Aquest intercanvi entre Bertran i Gui és de cert interès històric. Ramon VII havia mogut un exèrcit contra Castelnou d'Arri a principis de 1220, però es va veure obligat a aixecar el setge per fer front a una ofensiva d'Amaurí de Montfort. Ell va tornar a assetjar el lloc el juliol i va portar Gui per supervisar el fossat. En el tercer mes de l'assetjament, per octubre-novembre, Gui va decidir sol·licitar l'ajuda de Bertran amb un poema, amb la intenció d'afanyar la rendició de la ciutat. Gui coneixia Bertran d'una trobada anterior i es dirigeixen l'un a l'altre amb una sàtira amable. Tota aquesta història es troba en la biografia de Gui, amb l'intercanvi de cobles adjuntes a ella en el manuscrit H.
Segons Alfred Jeanroy, Raimon de las Salas va compondre un partiment amb Bertran, qui va proposar el dilema: Qui són millors per fer la guerra, festes i regals, els llombards o els Provençals? Raimon lloa seus compatriotes i diu que les dones de Llombardia són grasses i lletjes. Linda Paterson, però, no identifica a Raimon com l'interlocutor, i només reconeix a Folcon d'Avinyó.